# Malang Diedhiou
Malang Diedhiou (Ziguinchor, 30 de abril de 1973) é um árbitro senegalês de futebol.
Ele foi um dos árbitros da Campeonato Africano das Nações de 2015.
Em 27 de abril de 2017, Diedhiou foi anunciado como árbitro assistente de vídeo da CAF para a Copa das Confederações FIFA de 2017 na Rússia. Ele atuou ao lado de Bakary Gassama, Jean Claude Birumushahu e Marwa Range.